# Gromada Rewolucyjna Londyn
Gromada Rewolucyjna Londyn – polska organizacja rewolucyjno-niepodległościowa, działająca na terenie Anglii w latach 1856-1861. Reprezentowała kierunek rewolucyjno-demokratyczny. Do przywódców należeli: Zenon Świętosławski, Jan Kryński, pułkownik Ludwik Oborski, Henryk Abicht. W Międzynarodowym Związku Rewolucyjnym, składającym się z czterech sekcji narodowych, tworzyła sekcję polską obok angielskiej, francuskiej i niemieckiej. Jej program zakładał walkę o niepodległość Polski w ramach Rzeczypospolitej Słowiańskiej, w oparciu o robotniczą rewolucję w Europie i ruchy demokratyczne w Rosji oraz socjalizm agrarny: „za podstawę naszej budowli i za wzór przyszłej reformy społecznej przyjmujemy Gromadę, jako przywrócenie patriarchalnego życia Słowian i rzecz odpowiadającą pragnieniom ludu”. W 1858 r. Gromada próbowała nawiązać łączność z rewolucjonistami w Wielkopolsce, jednakże akcję tę załamała prowokacja ze strony policji pruskiej w Poznaniu. Przypuszczalnie w 1861 organizacja zaprzestała swej działalności, na co wpływ miał wyjazd z Anglii dwóch przywódców – Świętosławskiego i Abichta.

## Literatura
- Józef Buszko, Narodziny ruchu socjalistycznego na ziemiach polskich. Wydawnictwo Literackie, Kraków 1967, s. 16-19